# 막스마라

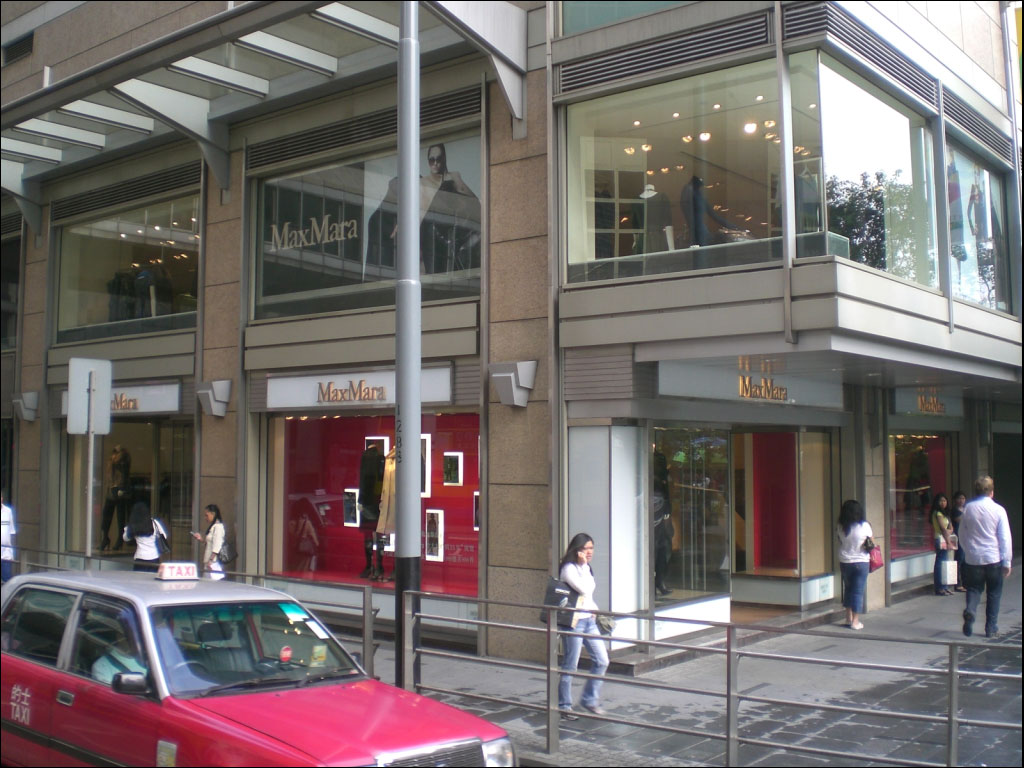
홍콩 중완의 가게

막스마라(Max Mara)는 이탈리아의 패션 비즈니스이다. 프레타포르테 의상을 마케팅한다. 1951년 레조에밀리아에서 마라모티(Achille Maramotti, 1927년 1월 7일 ~ 2005년 1월 12일)에 의해 설립되었다. 2008년 3월, 이 기업의 가게 수는 90개국에서 2,254곳이 있다. 막스마라 여성예술상(Max Mara Art Prize for Women)을 후원하고 있다.

## 브랜드
막스마라는 35개의 레이블을 탄생시켰으나 막스마라의 여성옷은 이 기업의 핵심으로 남아있다. 다른 브랜드들로는 스포트맥스, 스포트맥스 코드, 위켄드 막스마라, 마렐라, 페니블랙, 아이블루스, MAX&Co., 마리나 리날디 등이 있다.
2013년 7월 17일, 제니퍼 가너는 막스마라의 제1대 유명인사 사회자이다.
2013년 9월을 기점으로 보그 (잡지), 하퍼스 바자, 엘르, W (잡지), 인스타일, 뉴욕 타임스, 인터내셔널 헤럴드 트리뷴에서 캠페인을 벌이고 있다.